# Akce pro klima

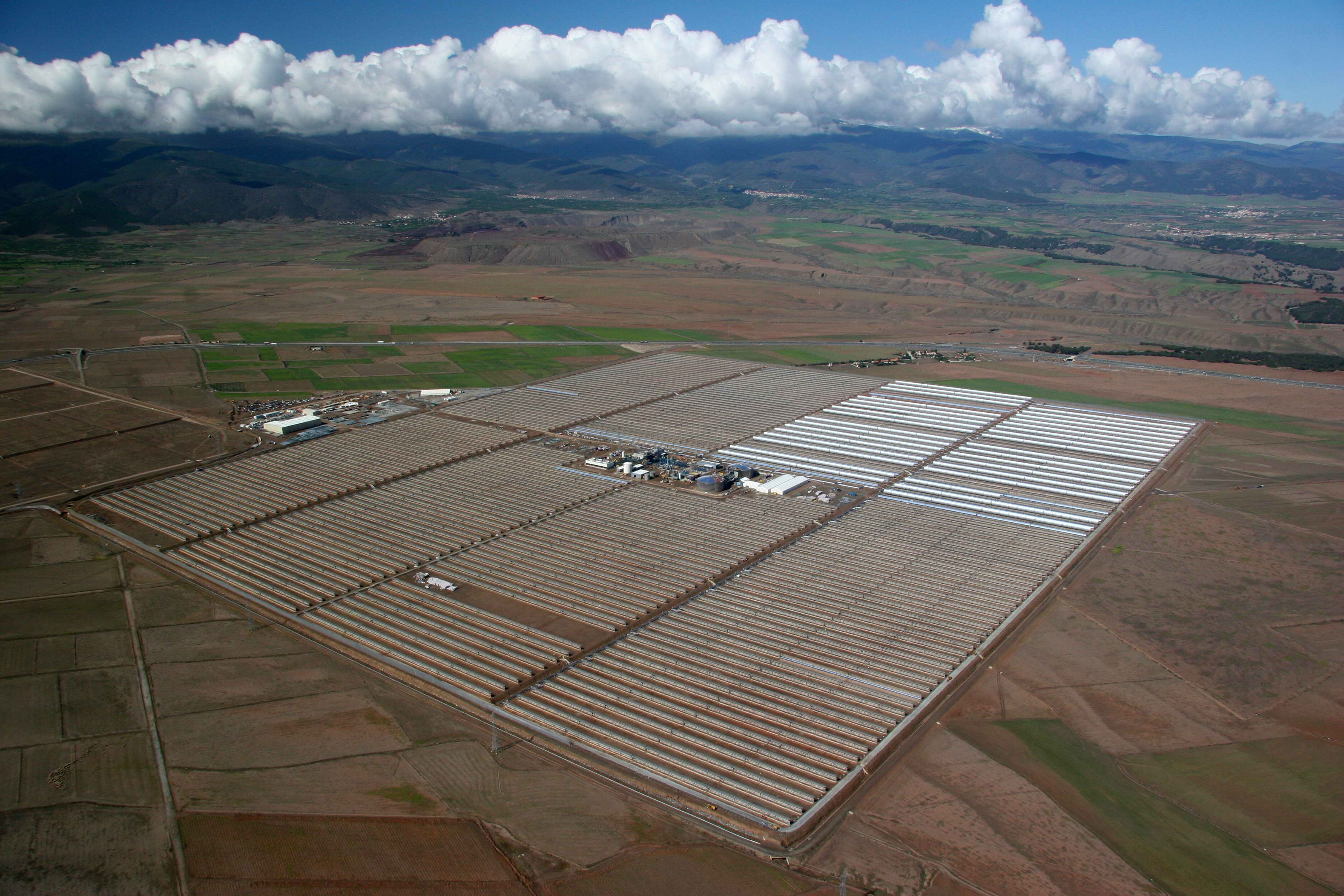
150MW solární elektrárna Andasol ve Španělsku.

Dopad lidské činnosti na klimatické podmínky na naší planetě se neustále stupňuje. Následkem činností, jako jsou spotřeba fosilních paliv, těžba dřeva v deštných pralesích nebo intenzivnější chov hospodářských zvířat, vzniká obrovské množství skleníkových plynů, které zintenzivňují skleníkový efekt, čehož důsledkem je i globální změna klimatu. Dále uvádíme stručný přehled typů opatření, kterými lze globální oteplování zpomalit a časem i zastavit.

## Opatření

### Daně
Způsobem, který může vést ke snížení emisí uhlíku a přijetí alternativ, může být zavedení daní, jako je kupříkladu uhlíková daň, která se určuje podle obsahu uhlíku ve fosilních palivech.

### Divestice
Divestice "od" fosilních paliv jsou kroky vedoucí ke stažení investičních aktiv, které mohou zahrnovat akcie, dluhopisy a investiční fondy společností, které se podílí na těžbě fosilních paliv. Tyto kroky by měly vést ke snížení emisí, které mají oteplující účinek.
Odborníci na finance (např. Bank of England či Goldman Sachs) vyjadřují názor, že projekty, které se zaměřují na těžbu fosilních paliv, budou vzhledem k budoucím opatřením v oblasti klimatu ztrácet svoji hodnotu a stanou se bezcennými. Aby globální oteplení nepřesáhlo hranice 2 K, mnoho zatím nevytěžených fosilních paliv bude muset zůstat ponecháno v zemi.

### Doprava
Jaká bude uhlíková stopa a množství ostatních vypuštěných emisí připadající na nové generace elektrických dopravních prostředků, to záleží na technologiích, jakými bude vyráběna ta přídavná elektřina, kterou budou využívat. U akumulátorových vozidel pak i na životním cyklu jejich baterií.

### Elektřina

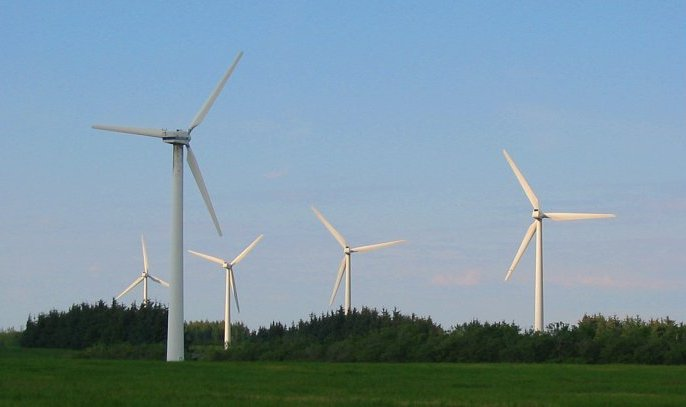
Větrné elektrárny v dánském Vendsysselu

Využívání obnovitelných zdrojů energie, jako jsou solární či větrné elektrárny, v posledních letech významně roste. K širšímu přijetí a rozšíření by mohlo pomoci zejména "zpoplatnění uhlíku" zmíněné v rubrice Daně.

### Globální dohody
Kjótský protokol (vstoupil v platnost v roce 2005) je mezinárodní smlouva, která rozšiřuje Rámcovou úmluvu OSN o změně klimatu (UNFCCC) z roku 1992, která zavazuje smluvní strany k redukci emisí skleníkových plynů. Průmyslové země se v něm zavázaly snížit emisi skleníkových plynů o 5,2 %.
Klimatická konference v Paříži (COP21) vyústila v přijetí Pařížské dohody, jejímž základem je udržet globální oteplování pod 2 °C, nejlépe se přiblížit hodnotě 1,5 °C ve srovnání s předindustriální érou, přičemž součástí této dohody je také finanční pomoc rozvojovým zemím. Dohoda by měla procházet revizí každých 5 let.

### Plánování
Evropský program pro změny klimatu (European Climate Change Programme, ECCP) je souhrn strategií, které by měly vést k redukci emisí skleníkových plynů a vést k zavedení alternativních zdrojů energie. Americkou obdobou je Plán opatření v oblasti klimatu (Climate Action Plan, CAP).

### Propad uhlíku
Proces propadu uhlíku může vázat oxid uhličitý biologickou nebo průmyslovou cestou. Biologická spočívá především ve zlepšení a posílení programů pro hospodaření v lesích v rozvojových zemích po zastavení odlesňování. Obnovou lesa a nárůstem jeho nadzemní i podzemní biomasy se oxid uhličitý odebírá z ovzduší a uhlík se váže v organických látkách.

### Zemědělství

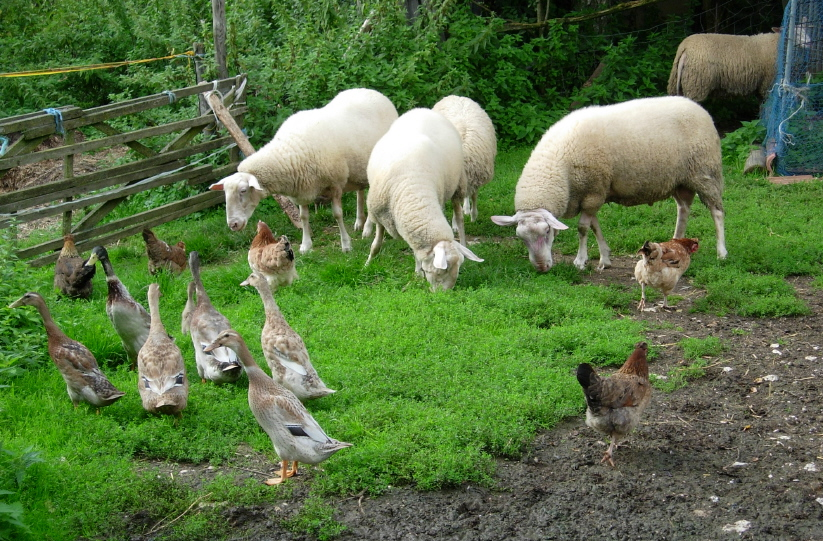
Ekologická farma v Německu

Podle Agentury pro ochranu životního prostředí (EPA) vede konvenční hospodaření s půdou k produkci a emisím oxidu dusného, jednoho z hlavních skleníkových plynů. Mezi způsoby, které vedou ke zvýšeným emisím N2O patří použití umělých hnojiv, nevhodné způsoby zavlažování a obdělávání půdy. Nevhodný způsob obhospodařování půdy může za více než polovinu emisí ze zemědělského sektoru. Významný podíl má také chov hospodářských zvířat, která při trávení vyprodukují velké množství metanu, a také pěstování rýže.
K metodám, které významně zvyšují podíl uchovaného uhlíku v půdě, patří bezorebné obdělávání půdy, mulčování, vhodné osevní postupy, tedy metody, které se používají spíše v ekologickém než v konvenčním zemědělství.